# Mesnard-la-Barotière
Mesnard-la-Barotière és un municipi francès situat al departament de Vendée i a la regió de País del Loira. L'any 2007 tenia 1.201 habitants.

## Demografia

### Població
El 2007 la població de fet de Mesnard-la-Barotière era de 1.201 persones. Hi havia 466 famílies de les quals 121 eren unipersonals (74 homes vivint sols i 47 dones vivint soles), 151 parelles sense fills, 182 parelles amb fills i 12 famílies monoparentals amb fills.
La població ha evolucionat segons el següent gràfic:
Habitants censats

### Habitatges
El 2007 hi havia 502 habitatges, 482 eren l'habitatge principal de la família, 10 eren segones residències i 11 estaven desocupats. 460 eren cases i 29 eren apartaments. Dels 482 habitatges principals, 355 estaven ocupats pels seus propietaris, 125 estaven llogats i ocupats pels llogaters i 2 estaven cedits a títol gratuït; 5 tenien una cambra, 16 en tenien dues, 96 en tenien tres, 117 en tenien quatre i 247 en tenien cinc o més. 414 habitatges disposaven pel capbaix d'una plaça de pàrquing. A 198 habitatges hi havia un automòbil i a 271 n'hi havia dos o més.

### Piràmide de població
La piràmide de població per edats i sexe el 2009 era:
| Homes | Edats   | Dones |
| ----- | ------- | ----- |
| 0     | 95 o +  | 0     |
| 0     | 90 a 94 | 4     |
| 0     | 85 a 89 | 4     |
| 4     | 80 a 84 | 4     |
| 4     | 75 a 79 | 20    |
| 16    | 70 a 74 | 16    |
| 16    | 65 a 69 | 20    |
| 20    | 60 a 64 | 12    |
| 4     | 55 a 59 | 16    |
| 20    | 50 a 54 | 24    |
| 48    | 45 a 49 | 20    |
| 36    | 40 a 44 | 68    |
| 44    | 35 a 39 | 12    |
| 44    | 30 a 34 | 36    |
| 44    | 25 a 29 | 40    |
| 24    | 20 a 24 | 40    |
| 52    | 15 a 19 | 40    |
| 28    | 10 a 14 | 12    |
| 32    | 5 a 9   | 20    |
| 20    | 0 a 4   | 16    |

## Economia
El 2007 la població en edat de treballar era de 824 persones, 684 eren actives i 140 eren inactives. De les 684 persones actives 662 estaven ocupades (341 homes i 321 dones) i 23 estaven aturades (13 homes i 10 dones). De les 140 persones inactives 65 estaven jubilades, 44 estaven estudiant i 31 estaven classificades com a «altres inactius».

### Ingressos
El 2009 a Mesnard-la-Barotière hi havia 496 unitats fiscals que integraven 1.249,5 persones, la mediana anual d'ingressos fiscals per persona era de 17.502 €.

### Activitats econòmiques
Dels 30 establiments que hi havia el 2007, 2 eren d'empreses de fabricació d'altres productes industrials, 13 d'empreses de construcció, 2 d'empreses de comerç i reparació d'automòbils, 2 d'empreses d'hostatgeria i restauració, 2 d'empreses financeres, 3 d'empreses immobiliàries, 2 d'empreses de serveis, 1 d'una entitat de l'administració pública i 3 d'empreses classificades com a «altres activitats de serveis».
Dels 15 establiments de servei als particulars que hi havia el 2009, 1 era una oficina bancària, 2 guixaires pintors, 3 fusteries, 3 lampisteries, 1 electricista, 2 perruqueries, 1 restaurant, 1 agència immobiliària i 1 saló de bellesa.
L'únic establiment comercial que hi havia el 2009 era una botiga de menys de 120 m².
L'any 2000 a Mesnard-la-Barotière hi havia 28 explotacions agrícoles que ocupaven un total de 792 hectàrees.

## Equipaments sanitaris i escolars
El 2009 hi havia una escola elemental.

## Poblacions més properes
El següent diagrama mostra les poblacions més properes.